# Каплиця Сан Бауделіо де Берланга (Іспанія)

Каплиця Сан Бауделіо де Берланга (Іспанія)( ісп. Ermita de San Baudelio de Berlanga) — каплиця св. Бауделіо де Берланга, відома дивом збереженими фресками романської доби у Іспанії, провінція Сорія, поряд із селом Берланга де Дуеро.

## Передісторія

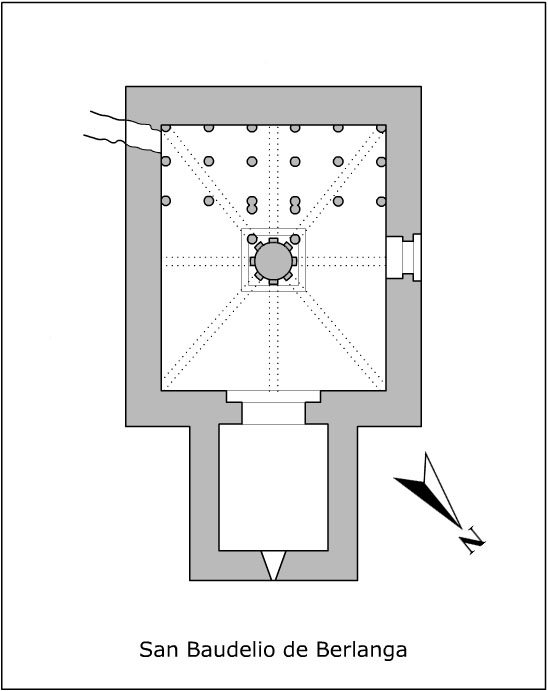
Каплиця Сан Бауделіо де Берланга, поземний план

Каплиця висвячена на честь святого Бауділуса або Бауделіо, як його називають у Іспанії. Він — християнський мученик, чернець, що мешкав в 2-му чи 3-му ст. у місті Нім. Про нього знайдені легендарні згадки у двох документах 12 століття. За легендарними переказами за проповідь християнства місцевим мешканцям йому відрубали сокирою голову, а на місці його страти виникли джерела питної води. В спекотній Іспанії це вважали за диво.
Під час дослідження місцевості, де побудована каплиця, знайдена печерка, котра могла бути первісним місцем усамітнення для ченців. Знайдені тут і невеликі джерельця. В 10 ст. тут міг зупинитися чернець для усамітненого служіння християнському Богу, коли почала скорочуватись влада арабів на півночі Іспанії. Згодом до нього хтось приєднався, що стало каталізатором для ідеї побудувати в цій місцевості капличку. Будівництво розпочали на зламі 10-11 століть. Християнський храм, однак, мав помітні впливи арабської архітектури і міг бути створений мосарабами.

## Архітектура каплиці
Спрощені форми споруди зовні справляють оманливе враження спрощеності і в інтер'єрі. Насправді це не так. Романська архітектура  успадкувала в урізаному варіанті знання про архітектуру пізньої античності і по своєму розвинула залишки тих знань. Єдина нава каплиці має розподіл на хори та на прямокутну апсиду зі сходу. Впритул до аркади хору в інтер'єрі вбудовано стовп, на котрий спираються вісім арок, котрі підтримують склепіння, що надало інтер'єру краси і ускладненості. До того ж стовп з арками - гілками нагадує спрощений образ пальми, а пальма і сокира вважались атрибутами святого Бауделіо. За припущеннями каплиця остаточно вибудована у 11 столітті. Використано грубо відколотий місцевий камінь, зашліфованими були лише брили, використані для створення кутів. Дещо більше оброблені камені, котрими створили арки склепіння та заокруглений стовп посередині.  Нетиповість інтер'єру надавала і галерея н невеликих кам'яних колонах, що відокремлювала на західному боці каплиці окреме приміщення, хор в християнській храмовій термінології. На хори ведуть східці, прибудовані до південної стіни. Будівничі каплиці були знайомі з арабською архітектурою, а її елементи наближені до архітектури Великої мечеті у місті Кордова. Нетиповість інтер'єру каплиці Сан Бауделіо сприяла записам по найбільш арабізований тип храму в Іспанії.
Каплиця вибудована на схилі пагорба. Тому апсида розташована на чотири метри вище за підлогу каплиці.
Вхід до церкви створено в північній стіні споруди. Він має підковоподібний отвір, характерний для арабської кам'яної архітектури.
Про будівництво каплиці Сан Бауделіо письимових джерел не збережено. Каплицю, деякі науковці, включають у перелік мосарабських храмів, котрі масово виникали на Півночі сучасної Іспанії в 10 - 11 століттях.

## Цикли фресок
Приблизно через сто років після побудови храму він був прикрашений фресками. Розрізняють два збережених цикли стінописів. Верхні частини стін були присвячені сценам з епізодами житія Христа. Нижні частини віддані зображенням південних тварин та сценам екзотичного полювання на них. За припущеннями, вони були створені в один період художниками або з одної майстерні, або навіть одним обдарованим митцем з помічниками. Його умовно називають Майстром Сан Бауделіо де Берланга.

## Залишки фресок в апсиді

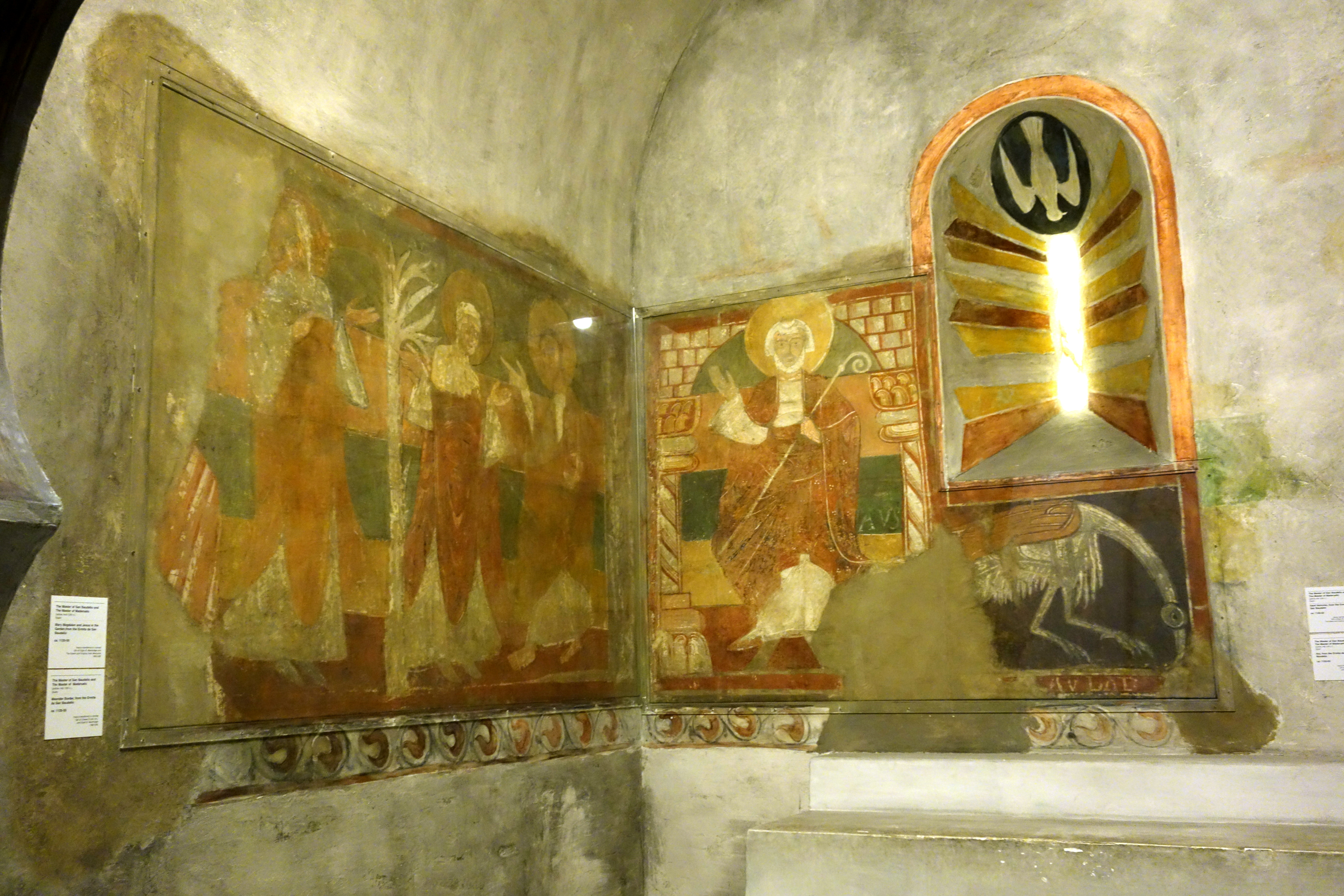
Фрески «Не торкайся мене» та образ «св. Миколая» на троні, 1125-1150 рр.

В апсиді утворене невелике вікно-амбразура для освітлення. Це примусило розташовувати фрески обабіч вікна. Ліворуч на троні сидить св. Миколай. Про ідентифікацію святого подбали художники, залишивши напівстертий напис. Праворуч від вікна був розташований святий Бауделіо та орнаментальна смуга, що поєднувала обидва зображення. Ідентифікація святих не викликає заперечень, незважаючи на втрати фрескового живопису понизу. Фреска з зображенням св. Бауделіо  пошкоджена понизу. Обидва образи святих створені за аналогічною композицією з люнетом, що дозволяє домалювати втрачені частини в уяві.

## Історія побутування фресок

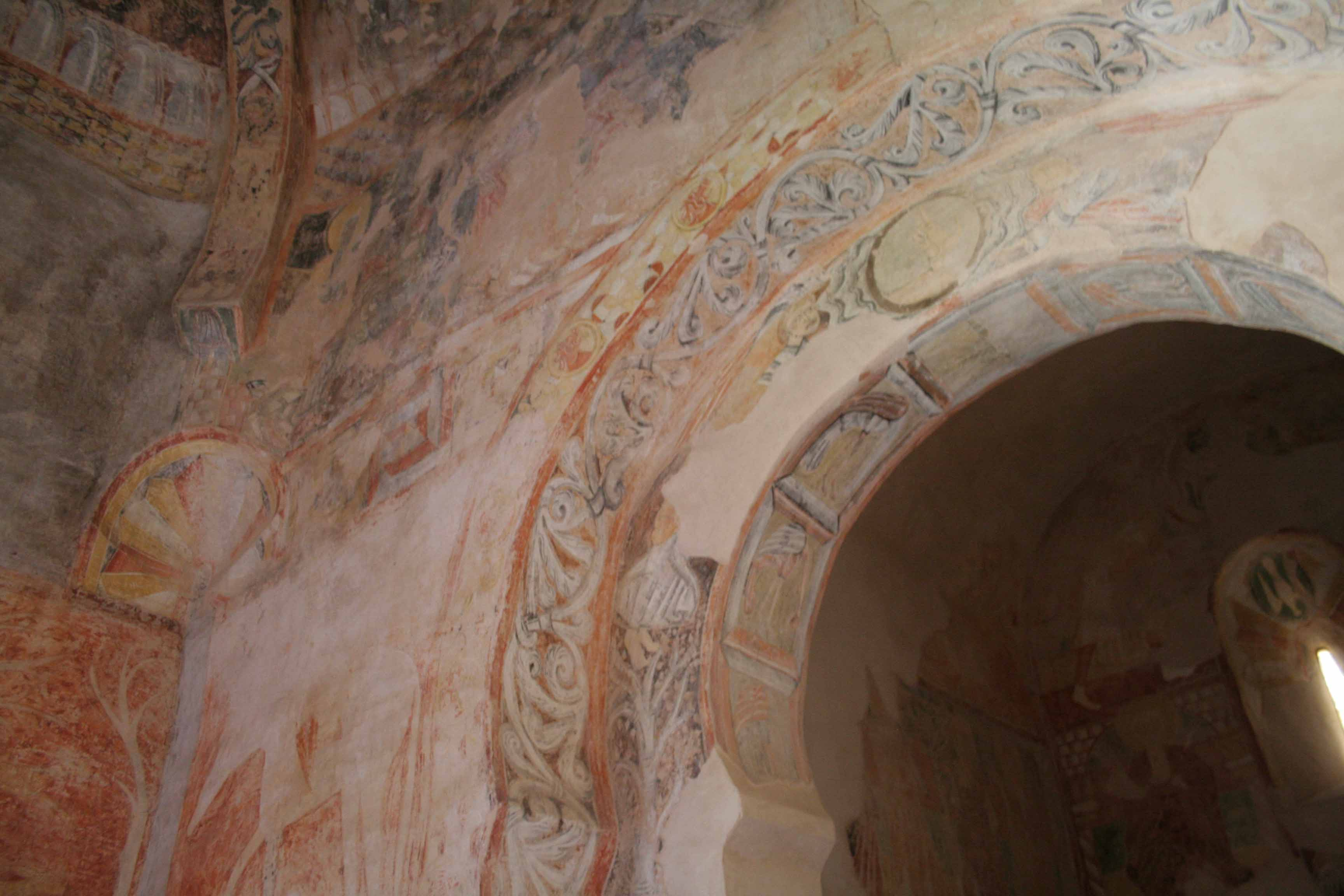
Орнаментальний декор порталу до апсиди

В 17 столітті стан фресок помітно погіршився. Дах храму тривалий час не ремонтували і волога змочувала тиньк з розписами. З часом покриття відремонтували, а стіни каплиці вибілили, що сприяло їх тимчасовій консервації. 
В 19 століття каплиця, котра певен час навіть використовувалась як приміщення для овець, перейшла у приватне майно. Придбання сталося 1893 року дванадцятьма мешканцями села Касильяса де Берланга. Про каплицю, де дивом збережені старовинні фрески, дізналися і були оприлюднені наукові статті у 1884 та в 1907 роках. 1917 року каплиці з комплексом романських фресок надали статус пам'ятки культури.
Статус пам'ятки культури не уберіг цикл фресок від продажу. У період 1922-1926 років двадцять три фрески були зняті зі стін і продані дилеру. Останній передав їх на аукціон, де комплект розрізнили і вони потрапили до різних музейних збірок.
- Найбільшу частину знятих фресок придбав Музей мистецтва Метрополітен, Нью-Йорк. Вони не належать до найкраще збережених, але надто нетипові за сюжетами для 12 століття, тобто унікальні.
- Романська фреска Вхід Господній у Єрусалим прикрасила збірку Музею мистецтв Індіанаполіса і належить до найкраще збережених. Друга фреска з каплиці, що придбана до музею у Індіанаполісі — «Весілля в Кані Галілейській» експонована з дверним отвором, намальованим на штучно відтвореному відповідному місці, як то було в самій каплиці.
- Одну фреску з каплиці має Музей витончених мистецтв (Бостон), США.
- * Одну фреску має також Музей мистецтв Цинциннаті, США.
- Лише частку фресок вдалось передати до збірок Національного музею Прадо.

1949 року капличку у приватних власників придбав Фонд Ласаро Гальдіано і передав під руку держави. Пошкоджені частини фресок були частково реставровані на місці, частково зняті зі стін і реставровані в спеціалізованих реставраційних майстернях.
В інтер'єрі каплиці частка фресок, котрі придбано до музеїв, замінена на копії.

## Галерея романських фресок

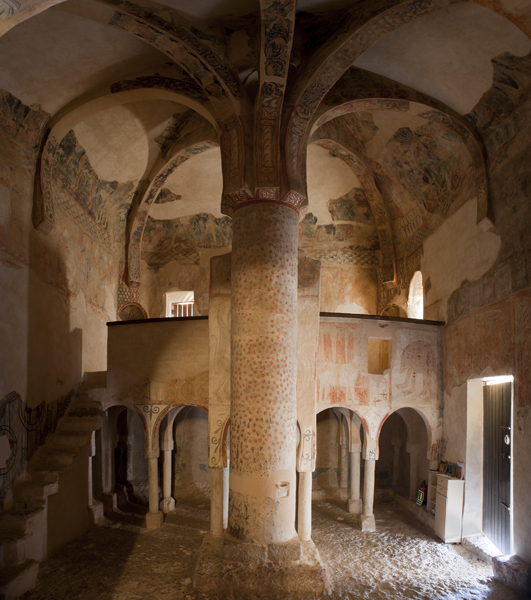
Церква Сан Бауделіо де Берланга, інтер'єр, Північна Іспанія

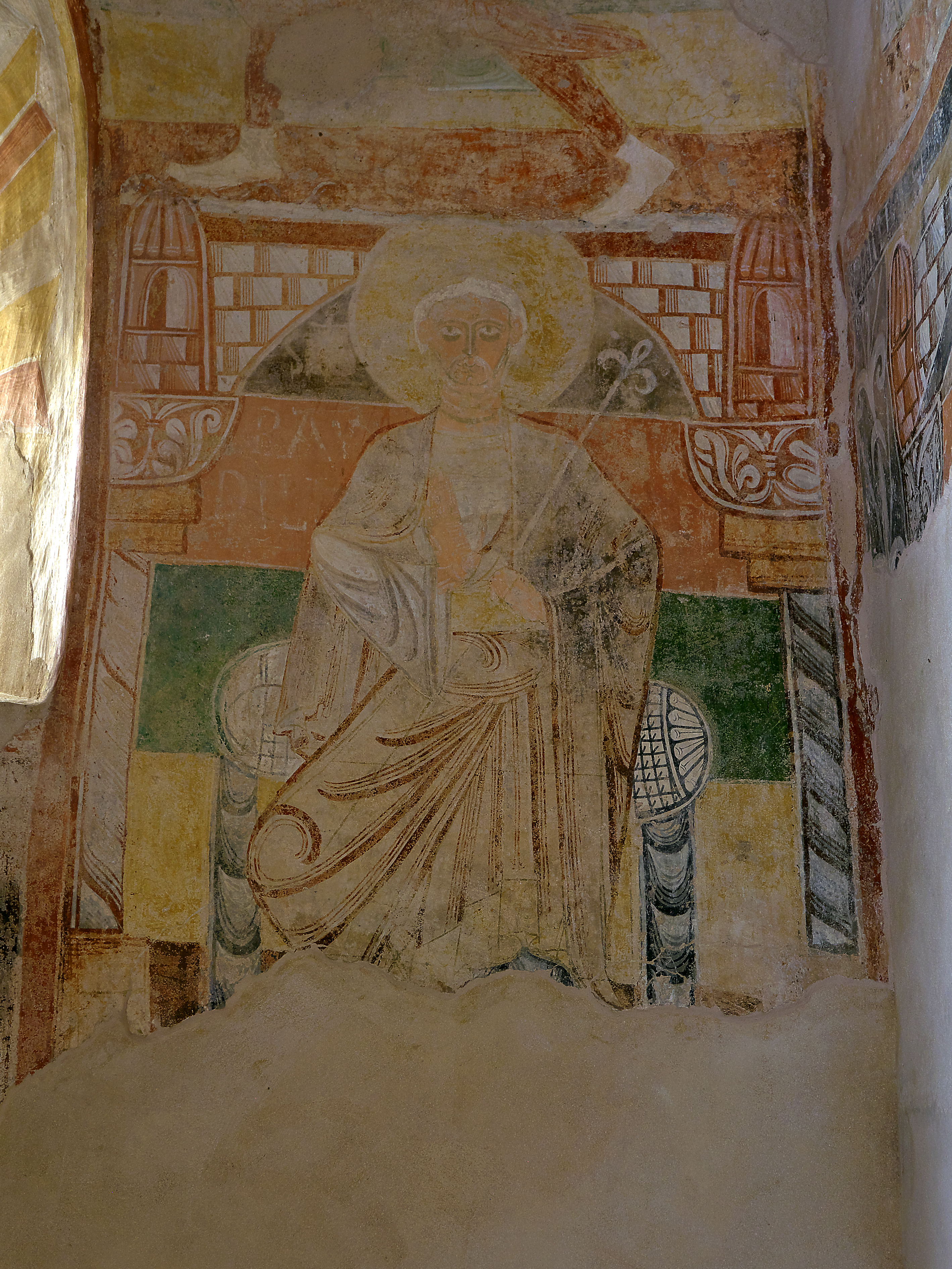
Фреска з зображенням св. Бауделіо

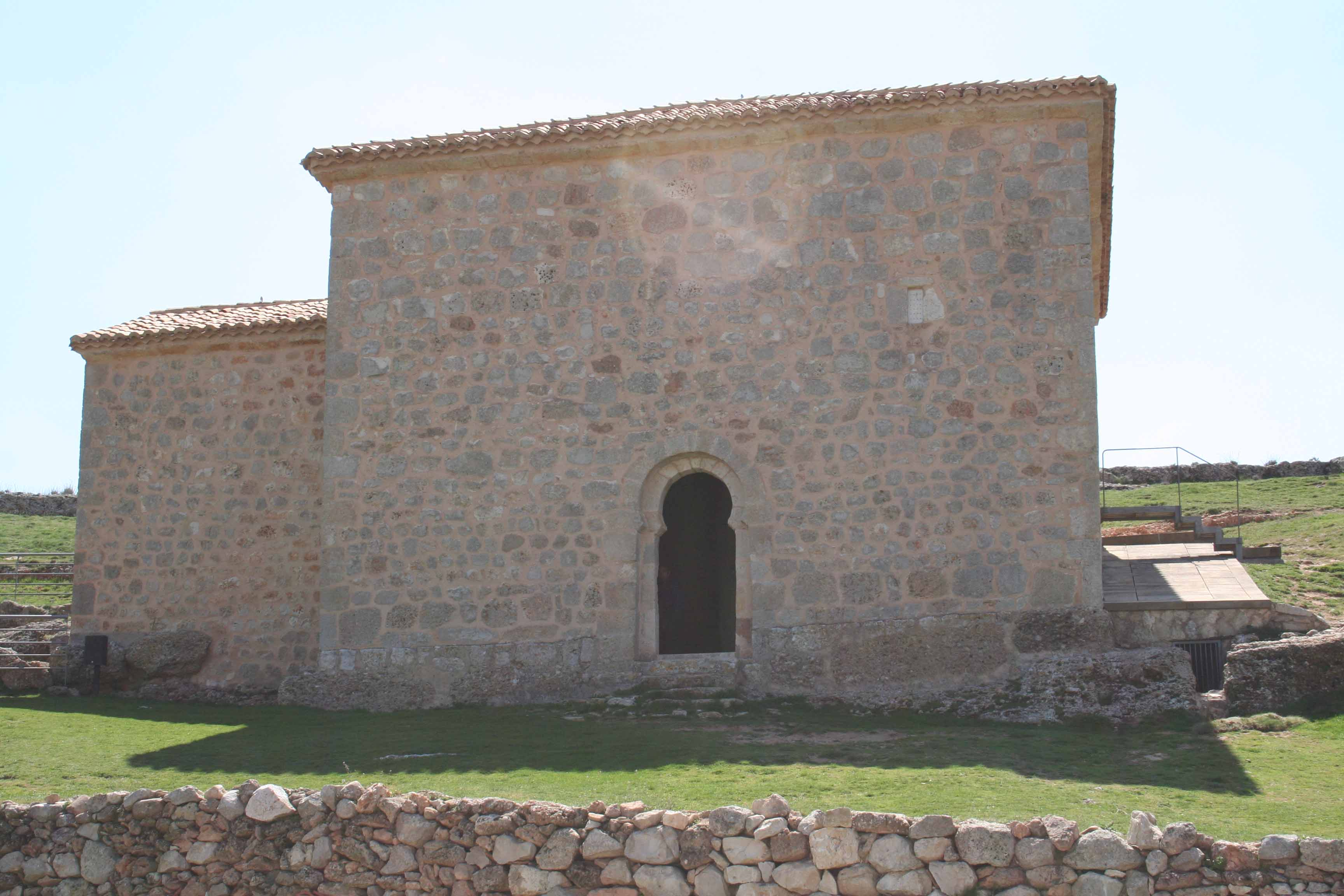
Романська каплачка Сан Бауделіо
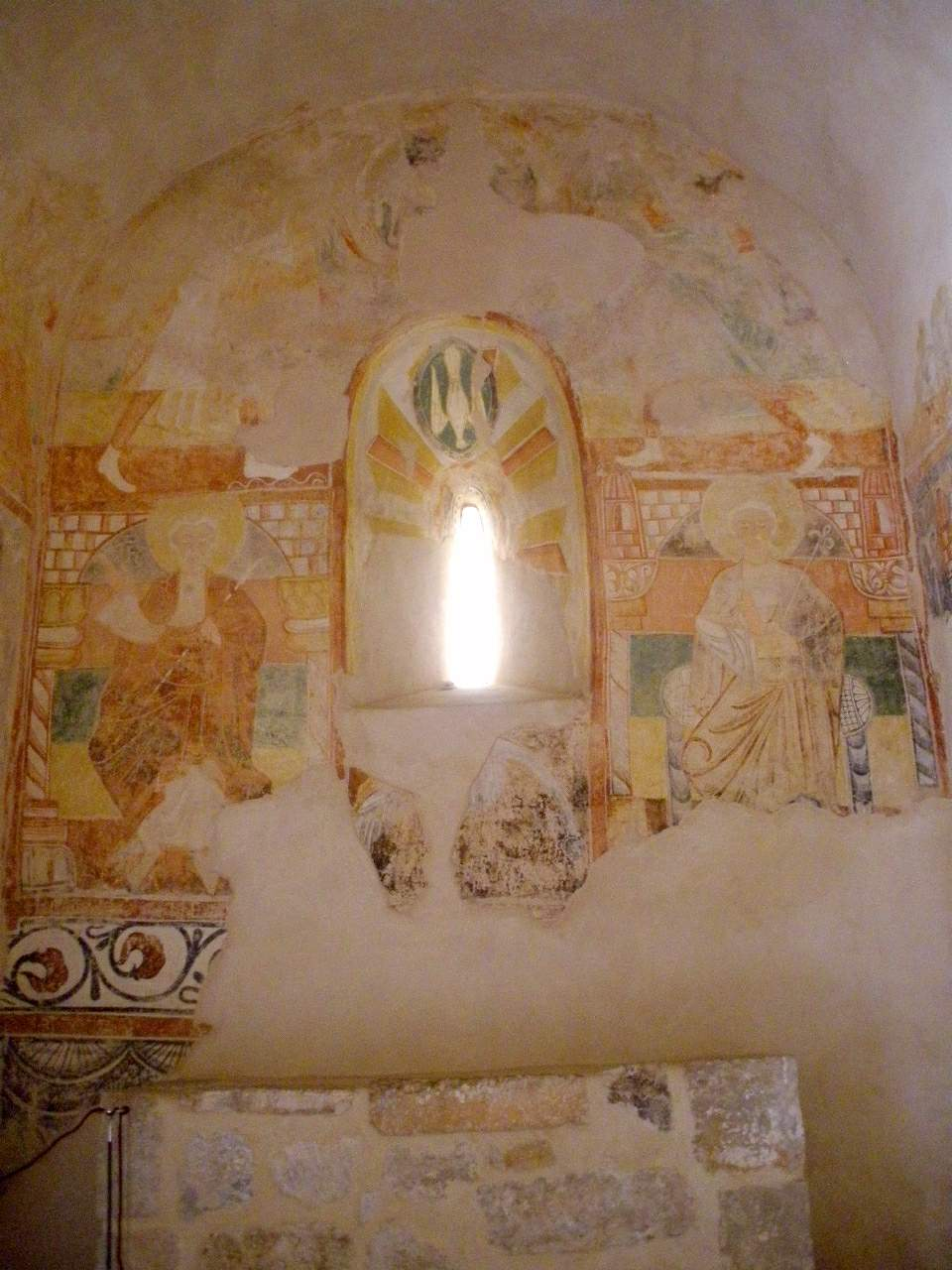
Віконце і залишки фресок на східній стіні
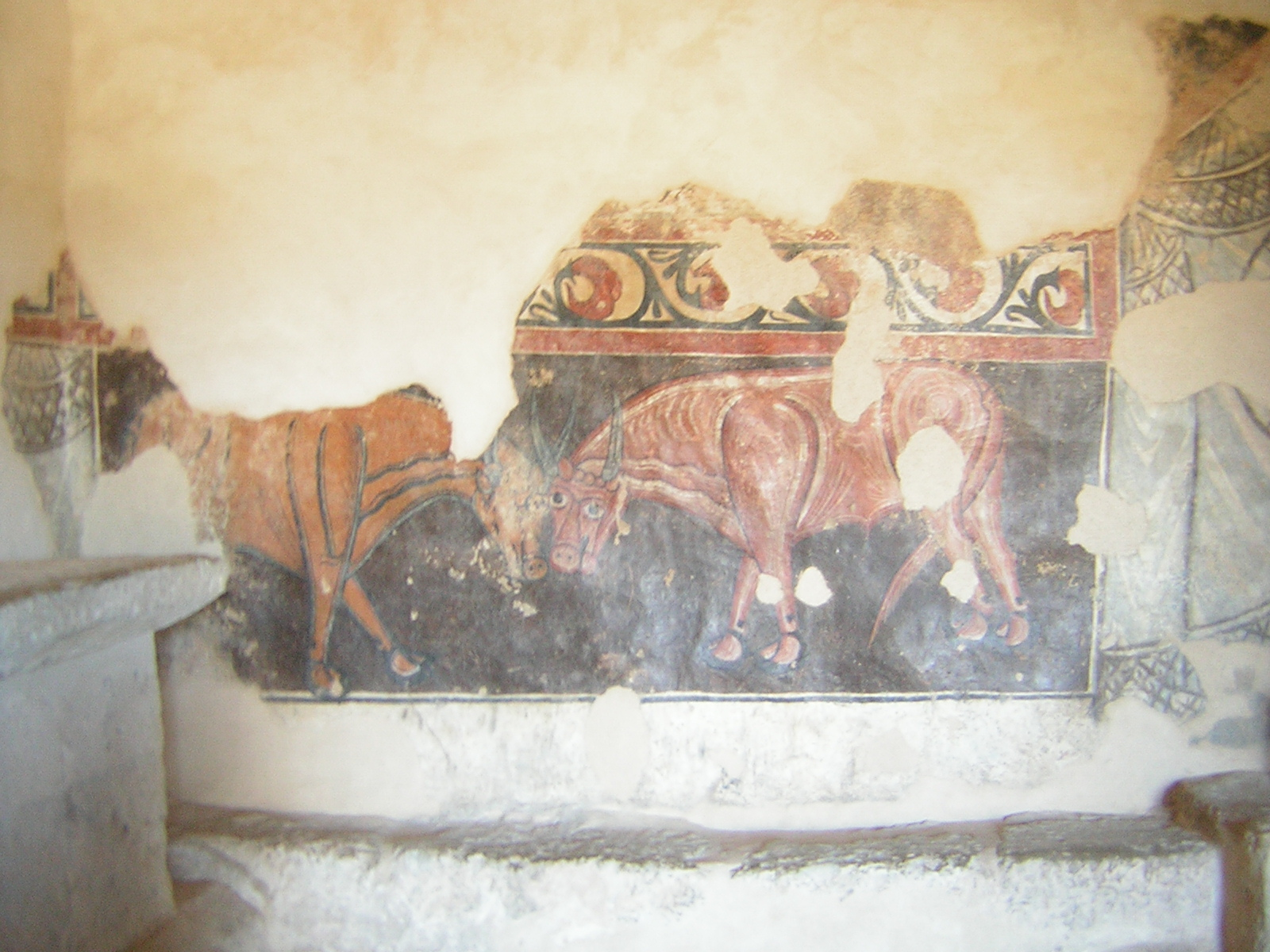
Зображення тварин і коштовних тканин
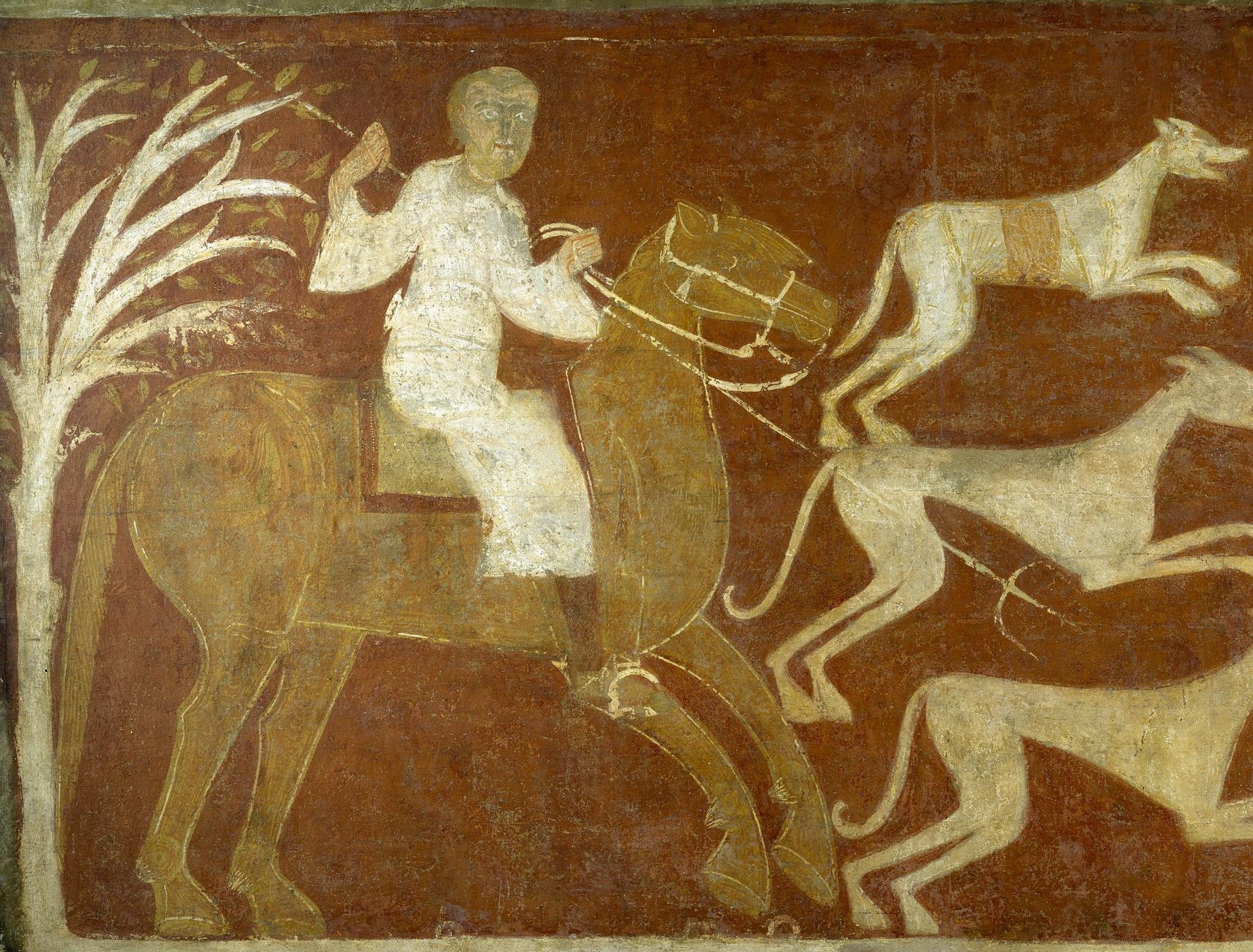
Фреска «Вершник з собаками у сцені полювання», музей мистецтва Метрополітен
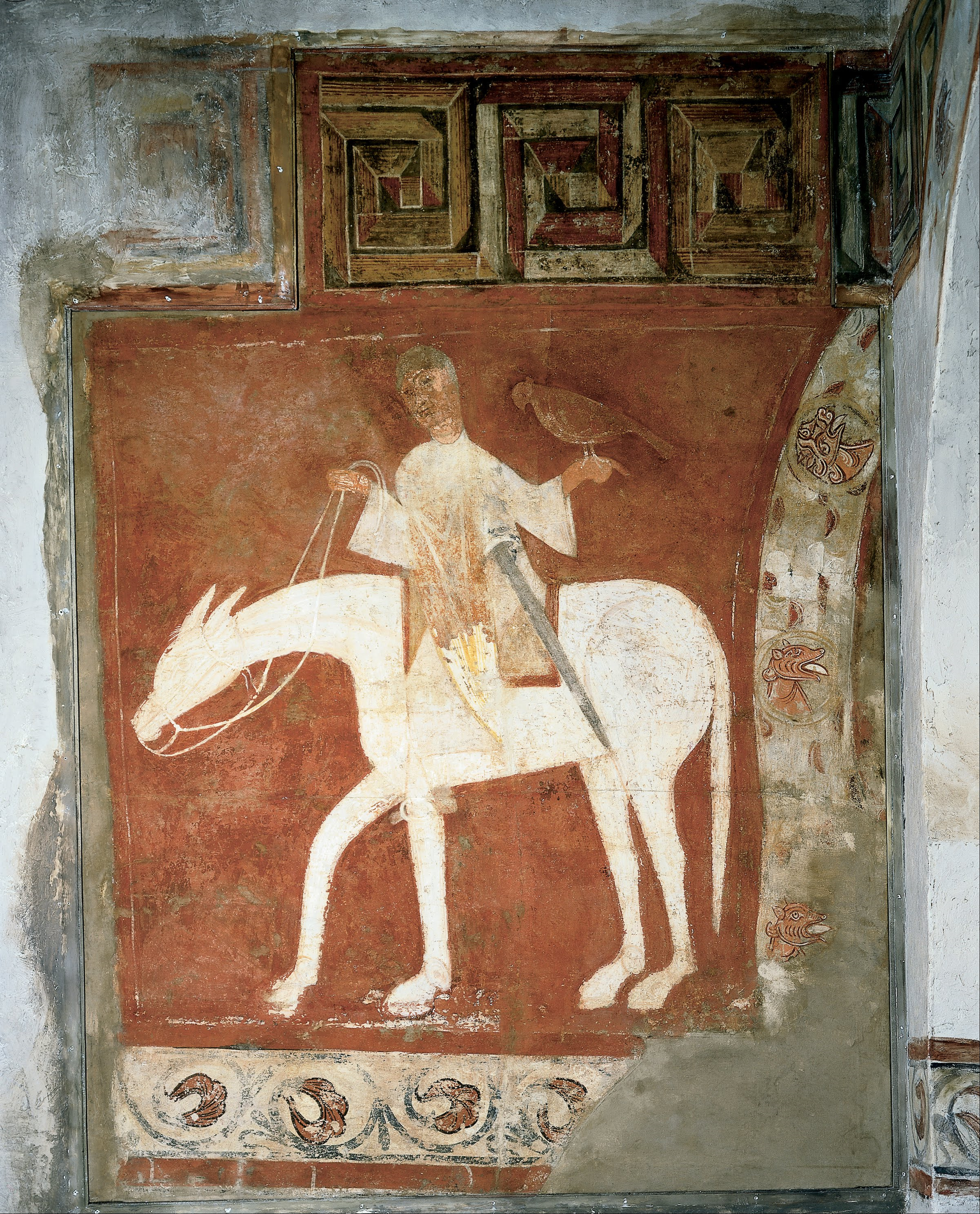
Персонаж  полювання з соколом
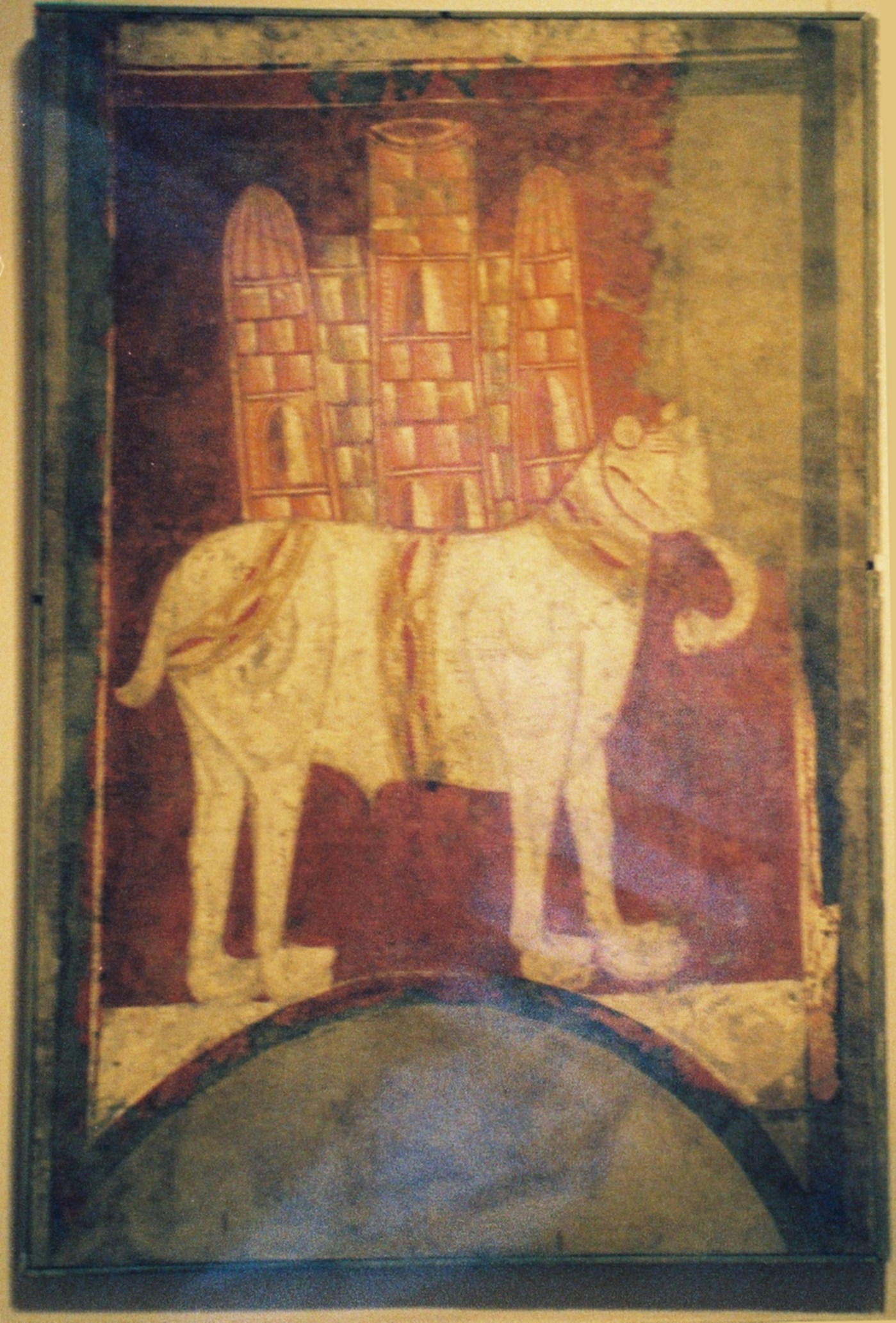
Умовне зображення слона, Національний музей Прадо
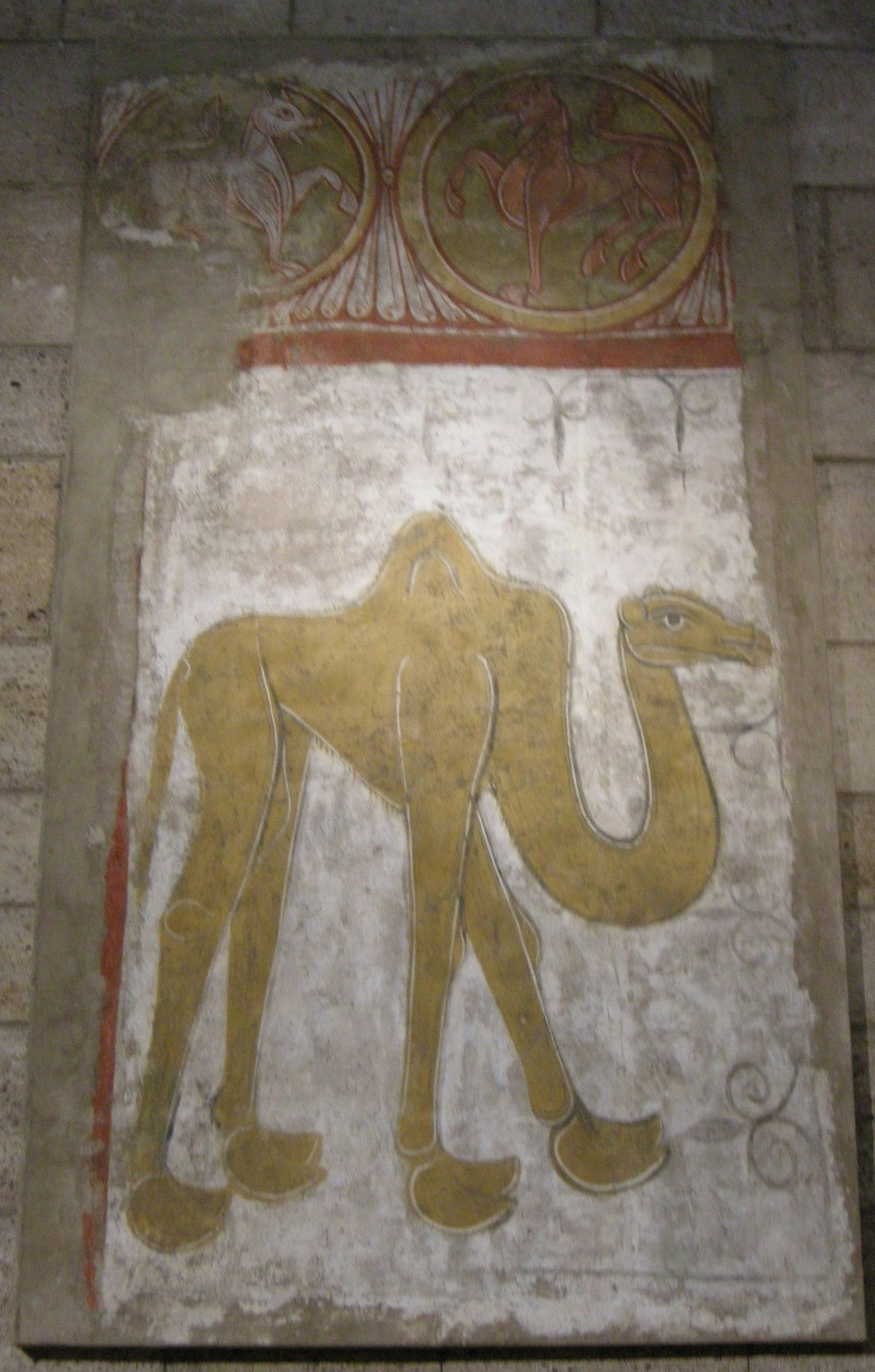
Фреска з зображенням верблюда
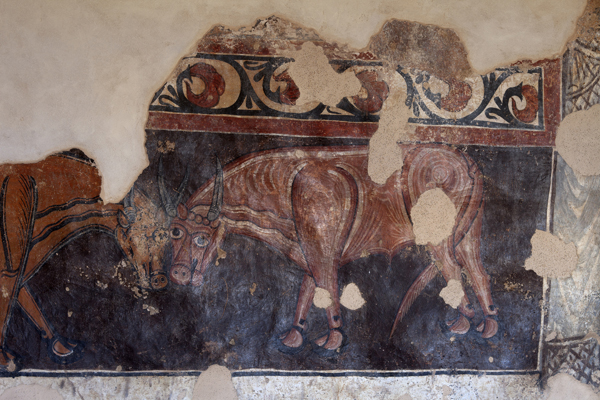
Фреска з зображенням тварин